# Детская деревня Песталоцци

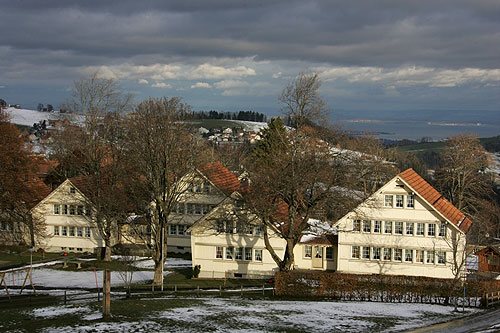
Детская деревня Песталоцци

Детская деревня Песталоцци названа в честь ученого Песталоцци и располагается в городе Троген, кантон Аппенцелль-Иннерроден, Швейцария. Находится на содержании Фонда Песталоцци.

## История
В августе 1944 писатель Вальтер Роберт Корти выступил со статьей "Деревня для страдающих детей" в журнале "Ду", где написал о невзгодах Второй мировой войны, о детях-сиротах и написал об идее создания детской деревни. В ответ в 1945 году была создана Ассоциация "Детская деревня Песталоцци". 18 апреля 1946 года в муниципалитете Троген началось строительство первого дома Детской деревни.
В 1960 пришли первые неевропейские дети, 20 тибетских детей-беженцев.
К 1970 году было построено 25 домов для нуждающихся детей со всего мира.
Учитель из Берна Артур Билл возглавлял вновь созданный детский дом, как отец и учитель, вместе со своей женой, Бертой, в течение 25 лет (1947 по 1972 год).
В 1982 году был создан Детский Фонд Песталоцци для помощи за рубежом.